# Casa Vila Moner
La Casa Vila Moner és un edifici del municipi de Figueres (Alt Empordà) que forma part de l'Inventari del Patrimoni Arquitectònic de Catalunya.

## Descripció
És un edifici al centre històric de la ciutat, a davant de la plaça amb el mateix nom que la casa i molt a prop de la Rambla. Es tracta d'un edifici entre mitgeres de planta baixa i dos pisos amb quatre obertures a cada nivell. La façana s'ordena en tres registres visuals ben definits: la planta baixa recoberta amb imitació d'encoixinat rústec molt lleu fet en arrebossat, i quatre portals emmarcats en motllures i llindes de pedra. Al primer pis trobem quatre balcons iguals emmarcats en pedra; la paret és coberta d'un trama esgrafiada de tema geomatitzant que recorda l'encoixinat. Al segon pis, també quatre balcons emmarcats per motllura esgrafiada; la paret és llisa cimentada. Per sobre triple filada de teulades que correspon a la coberta a doble vessant.
Actualment, la família propietària està portant a terme una rehabilitació integral, tant estructural com estètica i funcional, per a adaptar-la als nous temps, conservant els elements singulars.

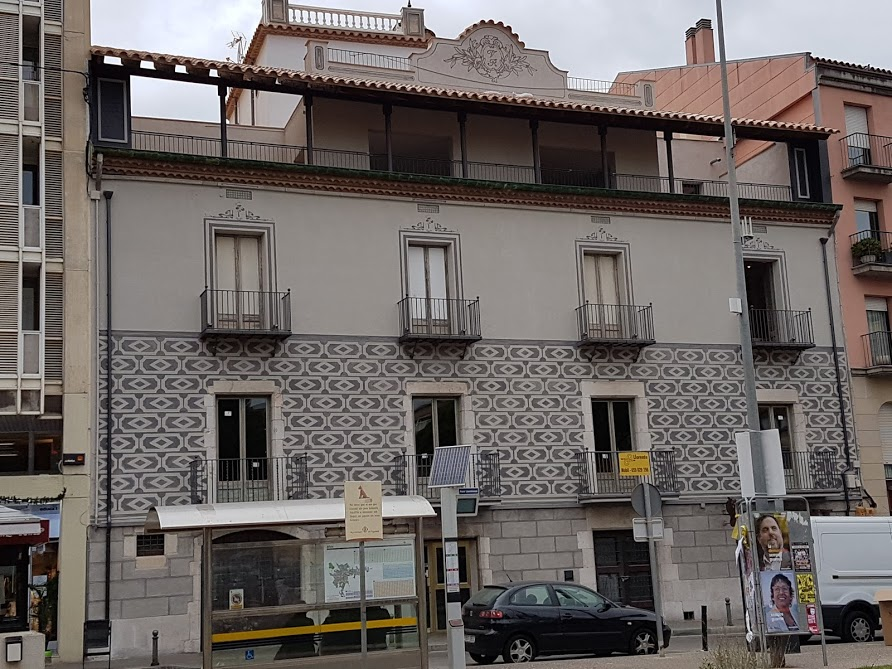
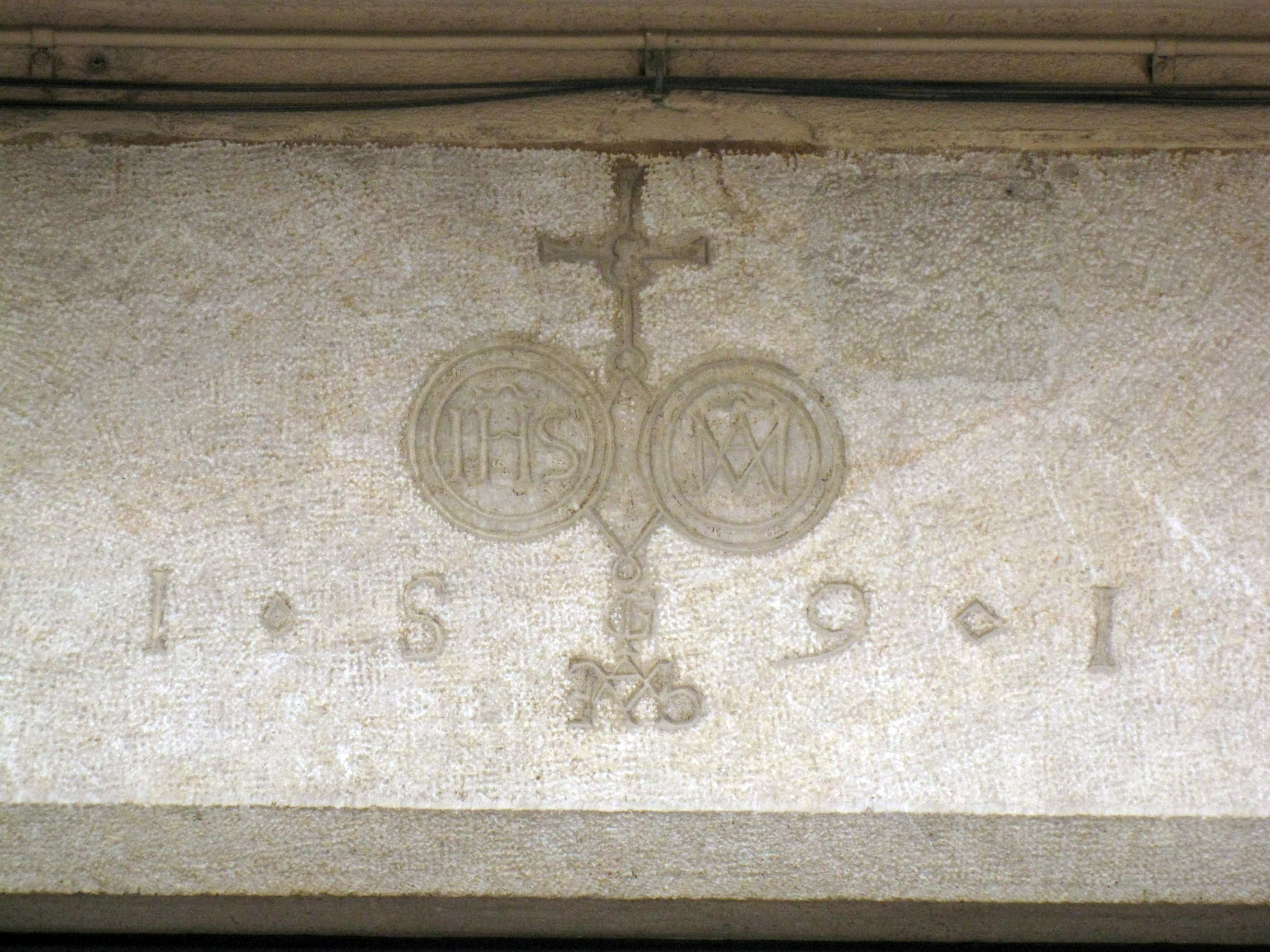